# 雷射相棋
雷射相棋（Khet），由杜蘭大學教授Michael Larson與兩位學生Luke Hooper、Del Segura在2005年推出的兩人棋類，需用電力發出光源，類同象棋類遊戲以消滅對手的王為勝利。
最早名為Deflexion，2006年改名Khet，並且修改棋規、棋子。2011年又再改規則、棋子，更名為Khet 2.0。

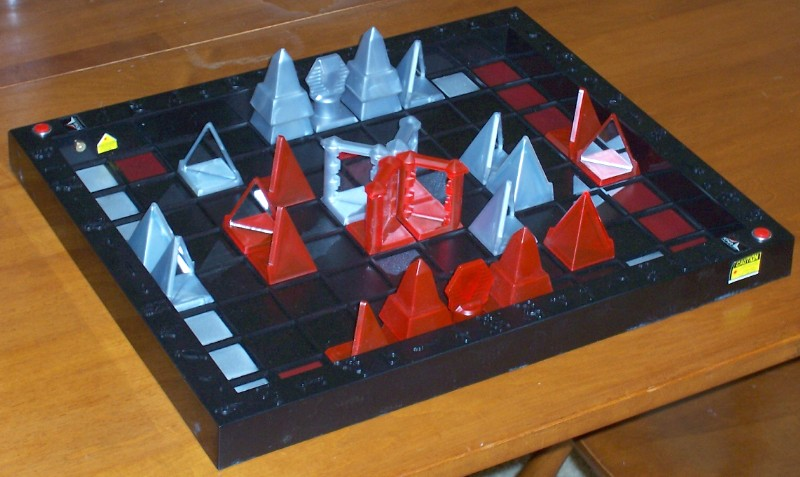
雷射相棋，不含擴充版的棋子

## 棋具
- 8x10棋格的棋盤，部分棋格標有兩方符號。

- 棋子以兩色區分敵我，部分上面有安裝可供反射的鏡子，有四種棋子。
  - Pharaoh，每方一枚。
  - Scarab，裝有45度的兩面鏡，每方兩枚。
  - Anubis，每方兩枚。
  - Pyramid，裝有45度的單面鏡，每方八枚。

- 每方有一個僅可轉動九十度的雷射發射器，稱為Sphinx。

## 規則
- 選擇三種初始佈置之一。
- 每方回合依序作行棋、發射兩步驟。
  - 行棋步驟：可作兩動作之一。
    - 轉面：以九十度轉動己方棋子或Sphinx面對方向。
      - Sphinx正面需朝向棋盤內。

    - 移子：移動己方棋子往八方走一步至空棋位。
      - Scarab也可走進有敵方Pyarmid或Anubis的棋位，並且將兩棋子位置作調換，但面對方向不可改變。
      - 所有棋子皆不得走入有敵方符號的棋格。

  - 發射步驟：按己方Sphinx，以發雷射光束一次。
    - 被這次光束路徑射到無鏡面的任何方棋子被消滅移出遊戲。
    - 僅有Anubis正面被照到仍不會被消滅。

  - 玩家重複動作不可超過三回合。
  - 敵方Pharaoh被消滅則己方贏得遊戲。

## 擴充版
- 2006年擴充版：Khet: Eye of Horus Beam Splitter。每方多兩枚新棋子： Eye of Horus，其鏡子可讓同時光束折射與透射。
- 2008年擴充版：Khet 3D: Tower of Kadesh。增加一小棋盤可架於原先的棋盤上。[2]

## 外部連結
- 遊戲介紹 （页面存档备份，存于）